# Bulweria
Bulweria là một chi chim trong họ Procellariidae.